# Törökbálint
Törökbálint is een plaats (város) en gemeente in het Hongaarse comitaat Pest. Törökbálint telt 12 651 inwoners (2007). De plaats ligt ongeveer 15 kilometer ten westen van de Hongaarse hoofdstad Boedapest.

## Galerij

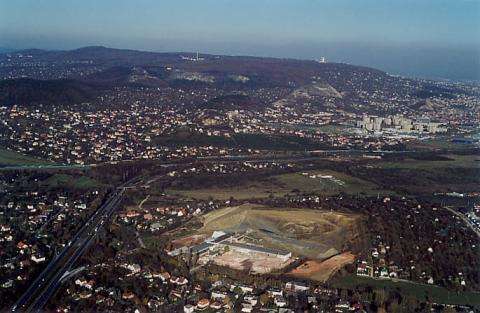
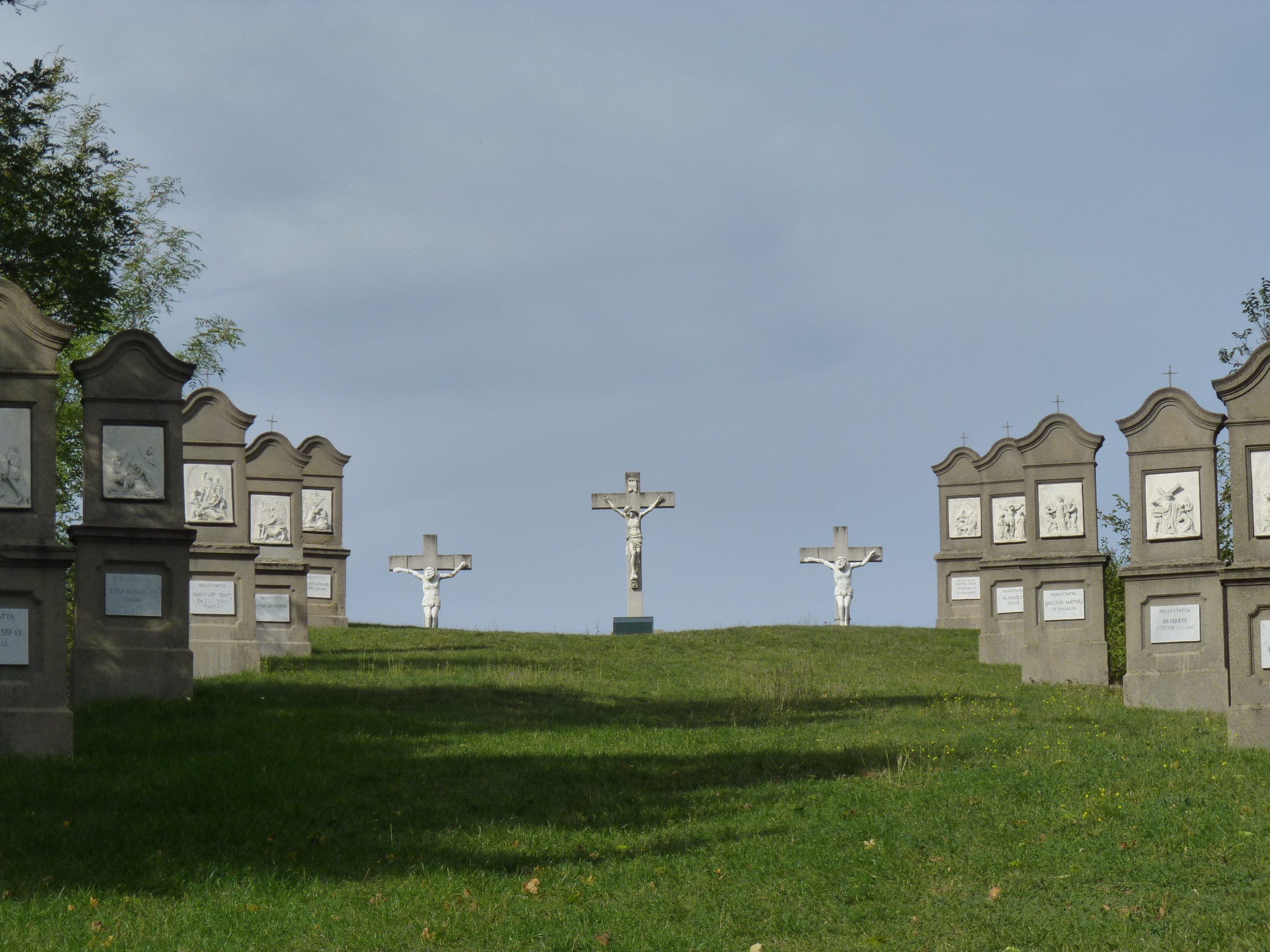
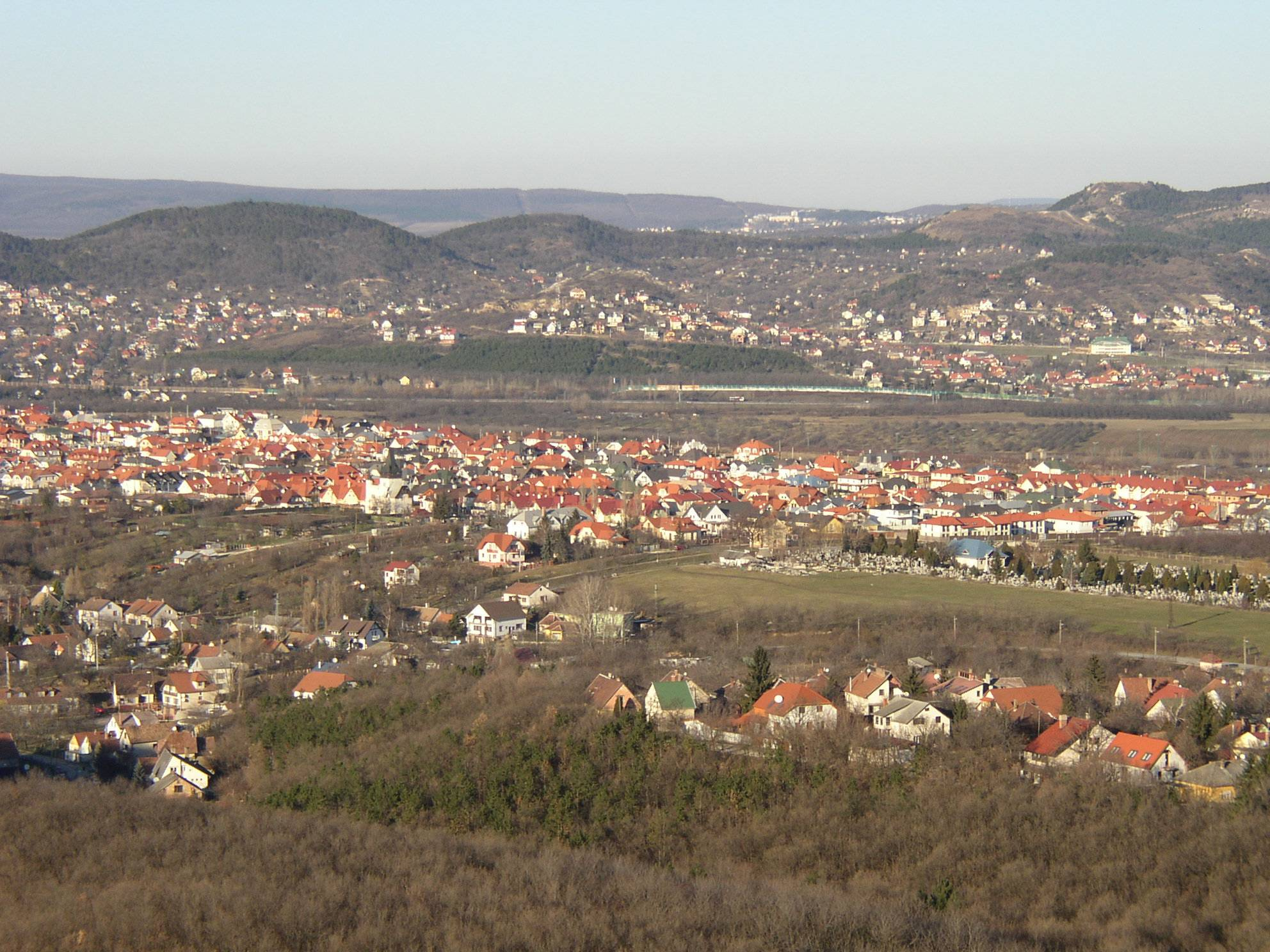
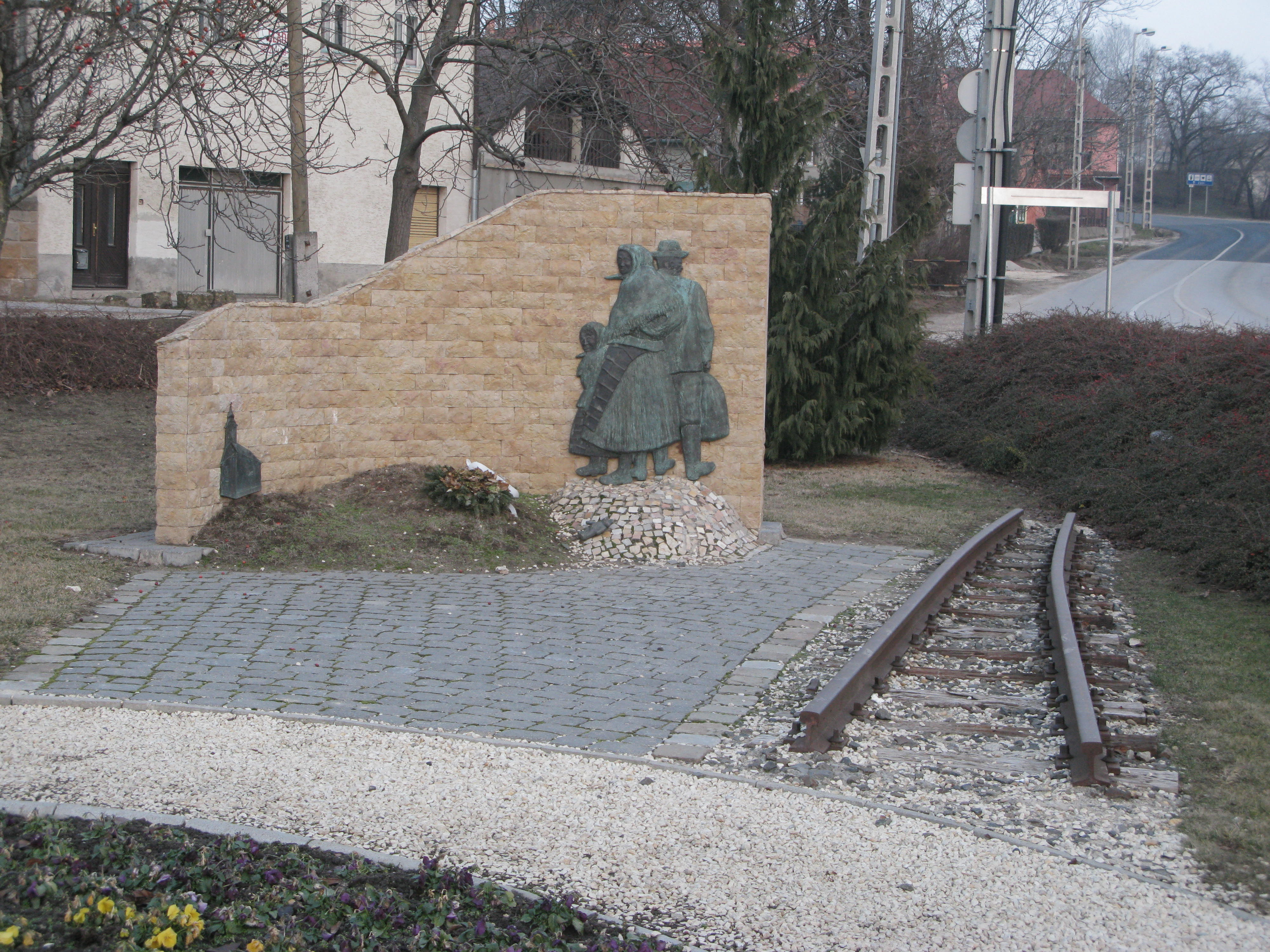